# Une vie de héros

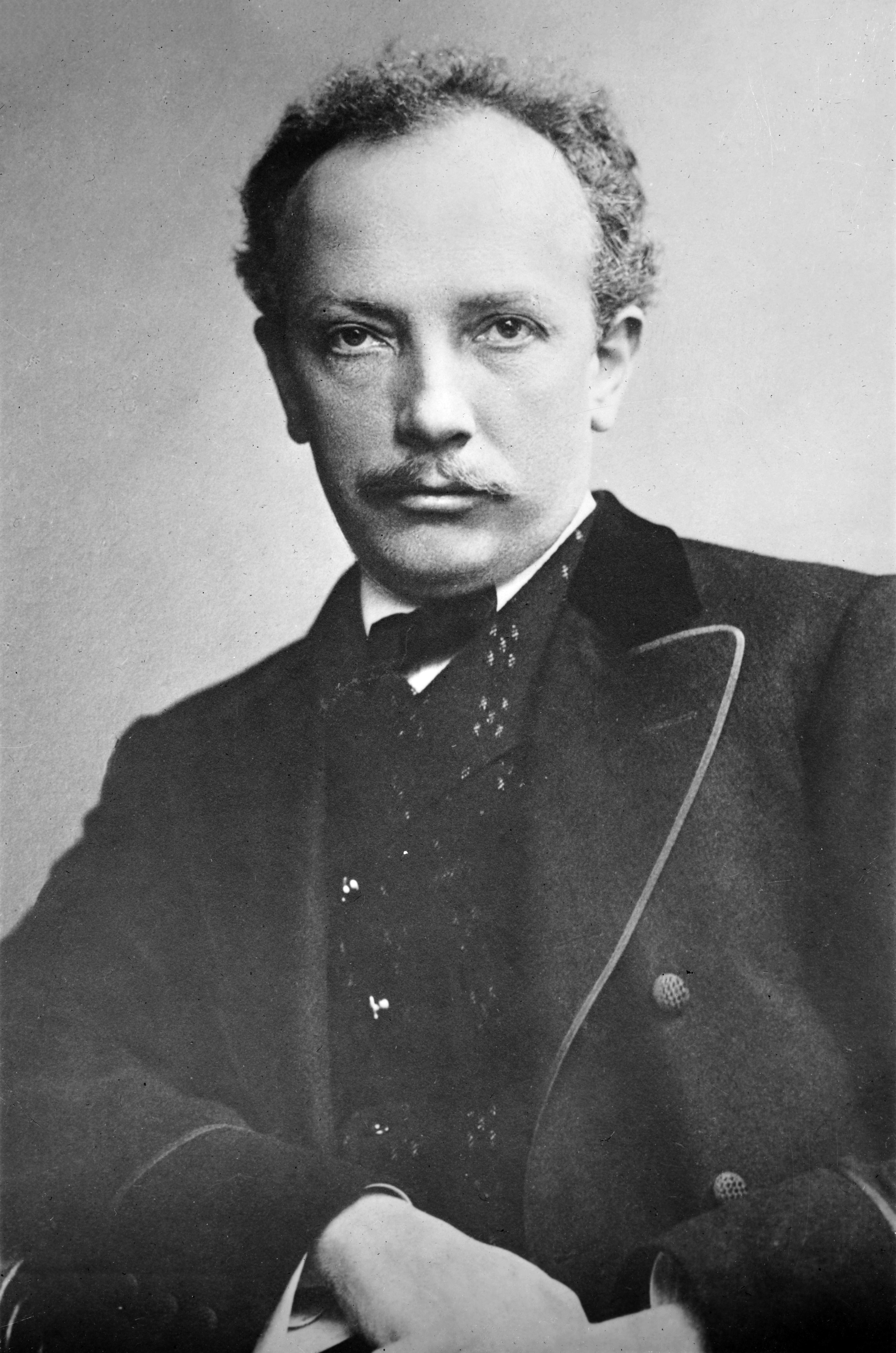
Richard Strauss.

Une vie de héros (Ein Heldenleben), op. 40, est un poème symphonique composé par Richard Strauss (1864-1949) entre 1897-1898, et achevé à Berlin-Charlottenburg le 27 décembre 1898.
Composé trois ans après Ainsi parlait Zarathoustra, Ein Heldenleben inaugure une nouvelle série de pièces symphoniques qui ne sont plus basées sur un prétexte littéraire (suivra quatre ans plus tard Une Symphonie alpestre).
Richard Strauss achève une première version le 1er décembre 1898 mais retravaille le final peu après, la version définitive étant terminée le 27 décembre de la même année. Ein Heldenleben est dédié au chef d'orchestre Willem Mengelberg qui en dirigera le premier enregistrement quelque trente ans plus tard.
La première a lieu à Francfort-sur-le-Main le 3 mars 1899 sous la direction du compositeur.
Le « Héros » est en fait le compositeur lui-même dont il fait une description quelque peu martiale, même si l'œuvre se termine de manière apaisée et qu'il existe des accents de tendresses (solo de violon symbolisant sa femme Pauline dans la troisième partie). La cinquième partie est une reprise d'un certain nombre de thèmes de ses œuvres antérieures.
Richard Strauss écrira peu après une deuxième partition d'inspiration autobiographique, la Sinfonia Domestica.
Ein Heldenleben peut être lu sous la forme d'une œuvre à programme en six parties. Les titres des parties ne sont pas du compositeur lui-même, mais ont été donnés a posteriori par Lawrence Gilman, suivant différents entretiens qu'a eus le musicien.
- Ire partie : Le Héros (The Hero)
- IIe partie : Les Adversaires du Héros (The Hero's Adversaries)
- IIIe partie : La Compagne du Héros (The Hero's Helpmate / The Hero's Companion)
- IVe partie : Le Champ de bataille du Héros (The Hero's Battlefield)
- Ve partie : L'Œuvre de paix du Héros (The Hero's Work of Peace)
- VIe partie : Retrait du monde du Héros et son accomplissement (The Hero's Retreat from the World and His Fulfillment / The Hero's Escape from the World and His Fulfillment)

L'exécution dure environ quarante-cinq minutes.

## Discographie
Parmi les nombreuses versions de cette œuvre, citons surtout :
- Rudolf Kempe avec la Staatskapelle Dresden en 1974
- Fritz Reiner avec l'Orchestre symphonique de Chicago en 1954
- L’Orchestre philharmonique de Berlin avec Herbert von Karajan en 1959, puis avec Sir Simon Rattle en 2005.
- Christian Thielemann avec l’Orchestre philharmonique de Vienne en 2003